# بخش لی، شهرستان آتن، اوهایو
بخش لی (به انگلیسی: Lee Township) یک منطقهٔ مسکونی در ایالات متحده آمریکا است که در شهرستان آتن، اوهایو واقع شده‌است.
 بخش لی ۶۵٫۵ کیلومتر مربع مساحت و ۲٬۷۲۹ نفر جمعیت دارد و ۲۳۸ متر بالاتر از سطح دریا واقع شده‌است.